# Jason Wiles
Jason Austin Wiles, född 25 april 1970 i Lenexa, Kansas, är en amerikansk skådespelare. Wiles mest kända roller är i två TV-serier, som Colin Robbins i  Beverly Hills 90210 och Maurice Boscorelli i Tredje skiftet. Han är gift med Joanne som är agent på WMA. Paret har en dotter, Georgia Blue, och en son, Wilkie Jackson.

## Filmografi
- Glenn - Freeborn Living Hell 2007
- Dagitz - Zodiac 2007
- Charlie - Six Degrees 2006
- Tom Sampson - A House Divided 2006
- Eric - The Commuters 2005
- Deetz - Heart of the Beholder 2005
- Alex Williams Commander in Chief 2005
- Chuck Baker - Open house 2004
- Maurice "Bosco" Boscorelli - Third Watch 1999
- Michael McGrail - To Have & to Hold 1998
- Steve - Kitchen Party 1997
- Brad Johnson - Out of Nowhere 1997
- The underworld 1997
- Skippy - Kicking and screaming 1995
- Angel's Tide 1995
- Wayne - Livets hårda skola 1995
- Greg Cima - Windrunner 1995
- Teddy Leather - Roadracers 1994
- Tony - Big boy's don't cry 1993